# Ambliopia
L'ambliopia (dal greco ἀμβλυωπία, composto di ἀμβλύς, «ottuso, fiacco, debole», e ὤψ, «vista») in oftalmologia, è una riduzione funzionale dell’acuità visiva in assenza di lesioni organiche, non correggibile con lenti, causata da un’inadeguata stimolazione visiva durante il periodo critico dello sviluppo visivo. Si tratta di una condizione che tende a svilupparsi nei primi tre anni di vita, talora può essere presente sin dalla nascita. È la principale causa di visual impairment in età pediatrica.
Nel linguaggio comune è conosciuta come “occhio pigro”, a sottolineare come il cervello, ricevendo scarse informazioni dall’occhio più debole, riduca o interrompa la comunicazione con questo, affidandosi esclusivamente all’occhio con la miglior acuità visiva.
L'effetto principale è un deficit dell'acutezza visiva, non riconoscibile dai genitori senza una visita medica oculistica specializzata. Una diagnosi e una terapia precoce possono, nella maggioranza dei casi, curare la patologia e prevenirne i disturbi permanenti in età adulta.
La sua prevalenza globale è stimata attorno al 2%, ma questo valore varia notevolmente tra un continente e l’altro: raggiunge quasi il 3% in Europa, il 2% in Oceania e Nord America mentre si attesta intorno allo 0.46% in Sud America, all’1.16% in Asia e a meno dello 0.5% in Africa.
Va comunque sottolineato che queste diverse percentuali possono essere influenzate dallo status socioeconomico dei Paesi e, di conseguenza, dalla diversa possibilità di accesso allo screening per l’identificazione dell’ambliopia.
Inoltre, è stata riscontrata una differenza significativa della prevalenza tra i due sessi con un coinvolgimento maggiore della popolazione femminile ma, attualmente, il sesso non è considerato un fattore di rischio per l’ambliopia.

## Fattori di rischio
I fattori di rischio che possono favorire l’insorgenza di ambliopia sono numerosi e si tratta per lo più di condizioni oculari. Quelli più impattanti sono i difetti refrattivi: miopia, astigmatismo, ma soprattutto ipermetropia, probabilmente perché in età pediatrica resta non diagnosticata e/o non trattata a lungo in quanto asintomatica.
Altre condizioni oculari che aumentano il rischio di ambliopia sono lo strabismo, le forme di opacità dei mezzi diottrici che ostacolano il passaggio della luce verso la retina, le uveiti e, in generale, tutti i processi flogistici a carico dell’occhio.
Sembra esserci anche una componente ereditaria: il rischio risulta più alto in soggetti con un’anamnesi familiare positiva per ambliopia, strabismo, cataratta o glaucoma congeniti in un parente di primo grado.
Sono state condotte molte analisi, per lo più studi di coorte, per l’identificazione di fattori non-oculari che possano contribuire allo sviluppo di ambliopia ma, tra quelli indagati (prematurità, allattamento al seno e abitudine tabagica materna in corso di gravidanza e allattamento), l’unico per il quale è stata rilevata un’associazione statisticamente significativa con il rischio di ambliopia è il basso peso alla nascita (<1500g). L’obiettivo per i futuri studi è quello di riuscire a capire quali sono le alterazioni genetiche, tra cui quelle associate al low body weight, che possano predisporre all’ambliopia.

## Classificazione eziologica
Sulla base dei fattori eziologici, si distinguono tre principali forme di ambliopia:
- strabica, derivante dalla soppressione continuativa dello stimolo proveniente dall’occhio deviato. Il rischio di ambliopia è maggiore nei casi di strabismo convergente (esotropia), piuttosto che divergente (exotropia);
- anisometropica, determinata da una marcata differenza del potere di rifrazione tra i due occhi. La visione offuscata dell’occhio con il difetto refrattivo peggiore provoca la soppressione del segnale proveniente da questo;
- da deprivazione visiva, dovuta alla mancata stimolazione sensoriale di un occhio, provocata da qualsiasi causa di ostruzione parziale o completa dell’asse visivo. Le cause più frequenti sono la ptosi palpebrale e l’opacità dei mezzi diottrici, come la cataratta congenita/infantile.

Spesso, comunque, si tratta di una forma mista di ambliopia, risultante dalla combinazione dell’ambliopia anisometropica con quella strabica.
Accanto a queste, si ricordano due forme meno frequenti. Una è l’ambliopia da ametropia bilaterale, che può essere considerata un caso particolare di ambliopia anisometropica in quanto causata da vizi refrattivi simmetrici. L’altra è l’ambliopia da occlusione (o reverse), una forma iatrogena di ambliopia che si sviluppa nell’occhio dominante quando un soggetto viene sovratrattato con patching o atropina per l’occhio pigro.

## Diagnosi
La diagnosi di ambliopia è relativamente semplice. Il sospetto si pone quando c’è una differenza di acuità visiva dopo la miglior correzione ottica (best-correction visual acuity – BCVA) di almeno due linee di Snellen tra i due occhi, oppure quando l’acuità visiva è inferiore a quella attesa per l’età del paziente.
Nei bambini in età preverbale la diagnosi di ambliopia può essere fatta attraverso l’utilizzo di alcuni semplici test.
Quello che può essere eseguito sin dalla nascita è il test del riflesso rosso o test di Brückner. Si illuminano entrambi gli occhi con un oftalmoscopio diretto, possibilmente in una stanza leggermente buia, e si va a osservare il colore, la brillantezza e la simmetria del riflesso rosso che illumina la pupilla e del piccolo riflesso bianco che proviene dalla cornea. Il reperto normale è quello rappresentato da un riflesso rosso brillante in entrambi gli occhi con un riflesso bianco simmetrico. Reperti che si discostano da questo sono indice di un difetto oculare: un riflesso rosso scuro diffuso è indicativo di un vizio di rifrazione, un riflesso corneale asimmetrico è espressione di eteroforia, mentre l’assenza del riflesso rosso è indice di cataratta.
A 3-4 mesi, si può effettuare il test di fissazione e inseguimento: in caso di ambliopia, occludendo un occhio alla volta, il bambino continuerà a fissare l’oggetto se l’occhio occluso è quello debole, perderà la fissazione e sposterà lo sguardo se l’occhio occluso è quello più forte.
Altro test di facilissima esecuzione è quello dell’occlusione: si copre un occhio alla volta e, in condizioni normali, il bambino non reagisce o ha la stessa risposta a prescindere dall’occhio che viene occluso. Invece, in caso di compromissione visiva di un solo occhio il bambino si ribella, si agita o piange quando viene escluso l’occhio più forte.
In assenza di uno strabismo evidente, si può eseguire il test del prisma verticale che prevede l’uso di un prisma da 10-14 DP. Lo si posiziona davanti a un occhio mentre si cattura l’attenzione del bambino con un oggetto, poi si ripete anche per l’altro occhio. Nel bambino non ambliope, la copertura di un occhio con il prisma dovrebbe provocare una diplopia verticale e, di conseguenza, lo spostamento verso l’alto dell’occhio coperto. In caso di ambliopia, invece, la ridotta acuità visiva fa sì che la vista non venga sdoppiata, quindi l’occhio pigro non si sposta verticalmente quando viene coperto dal prisma.

## Impatto sulla qualità della vita
L’ambliopia può avere un profondo impatto sulla vita quotidiana di bambini e adolescenti, influenzando non solo la sfera visiva, ma anche quella scolastica, sociale, motoria ed emotiva.
Nell’ambito della functional vision i sintomi più frequentemente riferiti sono visione annebbiata, compromissione della visione periferica e, talvolta, diplopia. Queste difficoltà determinano un aumento dello sforzo visivo, che può provocare affaticamento e dolore oculare e mal di testa.
La riduzione unilaterale dell’acuità visiva influisce profondamente sulla percezione tridimensionale della realtà. La stereopsi, infatti, risulta essere la funzione visiva maggiormente compromessa. Questa compromissione è ancora più marcata nei soggetti con ambliopia strabica in cui si manifesta frequentemente il fenomeno del crowding, ovvero la difficoltà nel riconoscere correttamente gli oggetti a causa del sovraffollamento visivo e del confondimento dei contorni.
Dal punto di vista scolastico, i bambini con ambliopia incontrano difficoltà nella lettura: il testo appare offuscato e i caratteri poco nitidi, anche a causa di una fissazione instabile e di un difettoso meccanismo di convergenza. Questo comporta una lettura più lenta e meno fluida, che può influire negativamente sul rendimento.
Anche l’utilizzo di dispositivi elettronici come computer, televisori e smartphone risulta spesso faticoso, tanto che i bambini tendono ad avvicinarsi molto agli schermi per compensare la visione annebbiata ed evitare l’affaticamento oculare e il mal di testa.
Le compromissioni visive sembrano ripercuotersi anche sulle attività motorie. I movimenti guidati dalla vista, in particolare quelli fini delle mani, risultano meno precisi e più lenti. La coordinazione mano-occhio, il cui sviluppo richiede una visione binoculare ottimale, risulta alterata nei soggetti ambliopi, provocando difficoltà nella manipolazione di oggetti, nei movimenti reach-and-grasp e, in generale, in tutte le attività che richiedono destrezza manuale. Anche la deambulazione può essere rallentata e impacciata, con una maggiore probabilità di urtare oggetti o persone, spesso interpretata da un occhio esterno come disattenzione o goffaggine.
Secondo alcuni studi, l’ambliopia potrebbe riflettersi, inoltre, sulla partecipazione ad attività ludiche e sportive. Sport come calcio, nuoto o ciclismo potrebbero essere un po’ più difficili da praticare, inducendo i bambini a autoescludersi.
Questa esclusione può estendersi anche alla sfera sociale: la difficoltà a partecipare a giochi di gruppo, l’impaccio e l’incoordinazione nei movimenti e l’eventuale uso della benda potrebbero rendere il bambino bersaglio di giudizi o stigma da parte dei coetanei.
Non può essere trascurato l’impatto emotivo di questa condizione. Sentirsi meno abili, ricevere attenzioni indesiderate, essere esclusi o sentirsi spinti a farlo e affrontare quotidianamente situazioni in cui si sperimenta frustrazione o fallimento, può minare l’autostima e generare sentimenti di tristezza, imbarazzo e insicurezza.
Per supportare bambini ambliopi in ottica inclusiva, favorendo la compliance verso il trattamento, in Italia è nato il progetto IBendagnez che offre pubblicazioni e altre risorse utili anche per guidare i genitori nella riabilitazione.
In una prospettiva a lungo termine, le conseguenze possono estendersi anche alle scelte professionali: alcune carriere per le quali la stereoacuità è di cruciale importanza – come quella di chirurgo, pilota o architetto – possono essere di difficile accesso ai soggetti ambliopi.
In conclusione, l’ambliopia non può essere considerata soltanto un disturbo oftalmologico, ma va intesa come una condizione multidimensionale che influenza la qualità della vita e il benessere psicofisico del bambino, sia nell’immediato che nel lungo termine.

## Trattamenti
Le strategie di trattamento per l’ambliopia sono varie, ma l’obiettivo comune è migliorare l’acuità visiva e favorire il recupero, almeno parziale, della fusione binoculare e quindi della percezione della tridimensionalità. La scelta viene effettuata considerando diversi fattori, tra cui l’età del bambino, il suo status sociopsicologico, l’acuità visiva e la presenza di condizioni concomitanti.
La prognosi è influenzata da una serie di fattori: la causa e la severità dell’ambliopia, l’età d’insorgenza e la durata dell’ambliopia, la compliance e la risposta ad eventuali trattamenti precedentemente eseguiti.
La probabilità di successo del trattamento decresce con l’età perché la plasticità del sistema nervoso centrale, che raggiunge la sua massima espressione nel periodo critico, si riduce progressivamente. Le attuali linee guida, però, consigliano di offrire il trattamento ai bambini ambliopi indipendentemente dall’età, soprattutto se non sono mai stati trattati. Questo approccio è molto diverso da quello che si adottava in passato, quando si riteneva che dopo i 7 anni nessun trattamento sarebbe stato efficace. Dagli studi condotti negli ultimi venti anni, invece, è emerso che si può riuscire ad indurre un certo rimodellamento plastico somministrando degli input visivi efficaci anche oltre quest’età.
Di seguito le principali modalità di trattamento:
- Terapia occlusiva – patching. Il gold standard per il trattamento dell’ambliopia è la terapia occlusiva, anche chiamata patching. Consiste nel coprire l’occhio dominante con una benda per un arco di 2-6 ore al giorno a seconda della gravità dell’ambliopia. Questo determina una maggior attivazione dell’occhio ambliope e costringe la corteccia cerebrale a ricevere informazioni da questo e allinearvisi in modo tale da percepire un’immagine chiara.
- Correzione ottica. Altro intervento da effettuare in prima linea, accanto all’occlusione, è la correzione di difetti refrattivi rilevanti. Le modalità di correzione sono varie e, anche in questo caso, la scelta viene fatta sulla base del tipo di difetto e delle preferenze del paziente. Si possono utilizzare occhiali al tempiale, lenti a contatto, prismi. L’obiettivo è quello di bilanciare l’acuità visiva tra i due occhi e/o allinearli, facendo in modo che su entrambe le retine le immagini siano messe adeguatamente a fuoco.
- Filtri di Bangerter. I filtri di Bangerter sono sottili membrane traslucide che si applicano direttamente sulla lente degli occhiali per offuscare la vista dell’occhio dominante, in modo da stimolare quello ambliope.
- Atropine penalization. È un’opzione terapeutica che viene proposta soprattutto ai pazienti che non mostrano una risposta ottimale alla sola correzione ottica o che hanno una forte avversione nei confronti della terapia occlusiva. Si somministra una goccia di soluzione oftalmica di atropina all’1% nell’occhio non ambliope per indurre cicloplegia, cioè paralisi del muscolo ciliare: in questo modo viene meno la capacità accomodativa e la visione viene sfuocata, costringendo il bambino a utilizzare solo l’occhio debole. Ci sono diversi schemi di somministrazione, ma si è visto che la somministrazione di atropina per soli due giorni alla settimana (weekend-atropine) ha un’efficacia del tutto paragonabile a quella della somministrazione giornaliera ma con il grosso vantaggio di migliorare notevolmente la compliance.[16],[17] Il trattamento, però, espone al rischio di effetti collaterali: fotosensibilità (il più comune), irritazione congiuntivale, dolore oculare, cefalea, febbre, xerostomia, riduzione transitoria dell’acuità visiva dell’occhio dominante e, raramente, ambliopia iatrogena.[16] Nonostante ciò, l’elevata efficacia e il basso costo dell’atropina potrebbero far diventare la penalizzazione farmacologica una prima linea di trattamento, affiancando la correzione ottica e potendo addirittura sostituire il patching.[18]
- Chirurgia. L’intervento chirurgico viene riservato ai pazienti affetti da ambliopia strabica. La chirurgia dello strabismo consiste nel modificare il punto d’inserzione dei muscoli oculari estrinseci in modo che l’occhio, e quindi l’asse visivo, assuma la posizione corretta. L’efficacia della chirurgia è anche maggiore quando la si combina viene combinato con il training attraverso la realtà virtuale (VR) nei mesi che seguono l’intervento. Inoltre, si può optare per la chirurgia anche nei casi di ambliopia da opacizzazione dei mezzi ottici, come in caso di cataratta, opacità vitreale o corneale, e nei casi di ambliopia da blefaroptosi.[16]
- Perceptual learning. Perceptual learning vuol dire letteralmente “allenamento percettivo”, una vera e propria palestra per l’occhio pigro. Si tratta di protocolli di allenamento in cui il soggetto deve ripetere alcuni esercizi che possono richiedere il riconoscimento di forme, lettere o direzioni di movimento oppure la discriminazione di contrasto. L’allenamento può essere monoculare, quindi viene utilizzato soltanto l’occhio debole mentre quello dominante è coperto da una patch, oppure dicottico, cioè vengono coinvolti contemporaneamente entrambi gli occhi ma ricevono immagini diverse[11]. Per evitare che l’apprendimento resti confinato a un task ripetitivo ed estremamente specifico, sono stati sviluppati dei videogame per computer, tablet e smartphone che permettono di variare gli stimoli e rendere l’allenamento più coinvolgente e motivante.
- Realtà virtuale e trattamento dicottico. Il rischio che il patching prolungato potesse determinare un’ulteriore compromissione della binocularità ha spinto verso lo sviluppo della terapia dicottica. L’obiettivo, infatti, non è solo migliorare l’acuità visiva ma anche favorire il recupero della visione binoculare. Il trattamento dicottico prevede che il bambino giochi o guardi film mentre indossa degli occhiali anaglifici rosso-verdi. In questo modo vengono utilizzati entrambi gli occhi ma ricevono immagini diverse: tipicamente all’occhio dominante vengono mostrate immagini scarsamente contrastate, mentre figure ad alto contrato vengono mostrate all’occhio debole. Gli elementi ad alto contrasto presenti sullo sfondo, invece, sono visibili ad entrambi gli occhi. La differenza di contrasto viene poi man mano ribilanciata tra i due occhi in modo tale da garantire una progressione nella fusione binoculare.

Tra gli approcci che sono ancora in fase di valutazione ci sono le tecniche non invasive di stimolazione cerebrale: la stimolazione transcranica a corrente diretta (tDCS) e la stimolazione magnetica transcranica (TMS). Il razionale alla base del loro utilizzo per il trattamento dell’ambliopia è la possibilità di alterare temporaneamente l’eccitabilità neuronale in aree cerebrali specifiche. Sono necessari ulteriori studi per capire come riuscire a bersagliare in maniera assolutamente selettiva il pathway visivo.

## Follow up
La durata del trattamento dell’ambliopia è variabile, dipende dal grado di miglioramento dell’acuità visiva e dal tempo necessario per arrivare a una best-correction visual acuity (BCVA) quantomeno vicina a quella normale per l’età del bambino.
In genere, il trattamento si protrae per almeno sei mesi, ma quasi nella metà dei casi si estende fino a due anni.
Alcuni studi hanno evidenziato un maggior margine di miglioramento nei bambini che partono da un’acuità visiva peggiore nell’occhio ambliope, ma c’è una maggior probabilità di risoluzione dell’ambliopia nei bambini che hanno un’acuità visiva migliore al baseline. La risposta al trattamento deve essere monitorata con controlli regolari, generalmente previsti ogni sei settimane almeno in fase iniziale, per valutare l’efficacia dell’approccio adottato. Il trattamento viene sospeso quando non si osservano ulteriori miglioramenti in 2-3 controlli consecutivi. A questo punto si procede con una fase di mantenimento in cui si riduce progressivamente l’intensità del trattamento, ad esempio riducendo il numero di ore di occlusione o il numero di somministrazioni di atropina. Idealmente la terapia di mantenimento dovrebbe essere proseguita fino ai 7-8 anni, quando il pathway visivo è pressoché maturo e il rischio di ricorrenza dell’ambliopia si riduce.
La maggior parte dei casi di recidiva si presenta entro il primo anno dalla conclusione del trattamento. Tra i principali fattori che incrementano il rischio di ricaduta si annoverano un’acuità visiva iniziale molto compromessa, la presenza di strabismo, un’età particolarmente giovane alla fine del trattamento e una brusca interruzione della terapia.

## Importanza degli screening
L’ambliopia rappresenta la prima causa di visual impairment nella popolazione pediatrica e il suo mancato trattamento comporta una compromissione visiva permanente. Dato che la probabilità di successo del trattamento dell’ambliopia è tanto maggiore quanto più precocemente questo viene avviato, risulta di fondamentale importanza sottoporre i bambini a uno screening volto all’identificazione precoce dell’ambliopia e dei suoi principali fattori di rischio, soprattutto i difetti refrattivi e lo strabismo.
L’obiettivo primario è quello di intervenire nei primi anni di vita, quando la plasticità del sistema nervoso centrale è al suo apice, al fine di ottenere il miglior recupero possibile. Gli strumenti attualmente impiegati per lo screening includono il test del riflesso rosso, quello della fissazione, il test del prisma verticale e la valutazione dell’acuità visiva tramite ottotipi. Nei bambini in età preverbale, è particolarmente utile il fotoscreening, eseguito con dispositivi come il Plusoptix.
Le principali società scientifiche internazionali, tra cui l’American Academy of Ophthalmology (AAO) e l’American Association for Pediatric Ophthalmology and Strabismus (AAPOS), raccomandano fortemente l’esecuzione dello screening visivo tra i 3 e i 5 anni di età. Nel 2002, l'American Academy of Pediatrics aveva formulato raccomandazioni sull'uso del fotoscreening per i bambini, identificando la necessità di ulteriori ricerche sul suo rapporto costo-efficacia ed efficacia. Informazioni pubblicate più di recente, tra cui lo studio sul fotoscreening del Lions Clubs International, che ha riportato dati su 400.000 bambini in età prescolare sottoposti a screening in 17 programmi negli Stati Uniti e a Taiwan, ha rilevato che la procedura è conveniente con un valore predittivo positivo superiore all'80%. Un programma di fotoscreening gratuito a livello statale in Alaska offerto a 13.255 bambini di età compresa tra uno e cinque anni, ha riportato un valore predittivo positivo superiore al 95%